# Kaijū-tō no Kessen Gojira no Musuko
Kaijū-tō no Kessen: Gojira no Musuko  (怪獣島の決戦　ゴジラの息子?  lit. La batalla decisiva de la isla de los monstruos: el hijo de Godzilla), en España: El hijo de Godzilla, en Cataluña: El fill de Godzilla, es una película de fantasía y ciencia ficción japonesa de 1967 dirigida por Jun Fukuda. Es la octava película de Godzilla. Marca la primera aparición del hijo de Godzilla, llamado Minilla. Aparecen también las mantis religiosas gigantes: los Kamacuras y la araña enorme: el Kumonga.

## Argumento
Un equipo de científicos en una isla deshabitada (llamada Solgell) hace pruebas y experimentos para mejorar el control del clima. Les interrumpe la llegada de un periodista y la aparición de unas mantis religiosas de un tamaño de dos metros. La primera prueba del sistema de control del clima sale mal. El funcionamiento del control remoto de un globo radiactivo (que debería cambiar las condiciones climáticas) es afectado por una señal de origen desconocido del centro de la isla. El globo revienta antes del tiempo previsto provocando una tormenta radiactiva que es la causa de que las mantis religiosas logren unos tamaños tan grandes.
Investigando a los Kamacuras (así se llaman estas mantis religiosas enormes) los científicos descubren un grupo de estos insectos excavando un huevo desde la tierra. El huevo al eclosionar resulta ser un huevo de Godzilla. Sale de él un bebé Godzilla que instantáneamente es torturado por las mantis gigantes. Los científicos logran comprender el origen de la extraña señal telepática que interfirió el funcionamiento del control remoto del globo radiactivo: el bebé intentaba comunicarse con su progenitor.
Poco después Godzilla responde a la llamada de su hijo y llega a la isla. Yendo a ayudar a su bebé destruye la base científica. Tras llegar al lugar donde su bebé es torturado por los Kamacuras, mata a dos de ellos; uno logra huir a un sitio seguro.
Minilla (el hijo de Godzilla) crece muy rápido, pronto alcanza la mitad del tamaño del Godzilla adulto. Aprende varias habilidades que le servirán bien en la vida adulta, como por ejemplo el aliento atómico. Al principio Minilla no tiene muchos éxitos, haciendo unos círculos de humo atómico en vez de un aliento poderoso como el de su progenitor. Consigue aprenderlo cuando el Godzilla adulto le pisa la cola.
Mientras tanto en otro sitio los Kamacuras atacan a una chica indígena (que resultó ser hija de un científico japonés perdido hacía años en este archipiélago y que vive desde hace pocos días con los científicos en la cueva que les enseñó tras destruir la base científica por Godzilla). Minilla viene a ayudar a la chica, pero de repente sale otro kaiju: Kumonga, una araña gigante. Ataca a la cueva, pero interviene Minilla. Kumonga atrapa al Godzilla bebé y lo envuelve con sus telarañas preparándolo para comer después. Afortunadamente para Minilla llega Godzilla y logra vencer al Kumonga usando su aliento atómico.
Los científicos congelan la isla con la esperanza de evitar más ataques de monstruos y huyen con el periodista y la hija de su perdido colega. Godzilla y Minilla entran en estado de hibernación.

## Reparto
- Akira Kubo como Goro Maki,
- Tadao Takashima como el Doctor Tsunezo Kusumi,
- Akihiko Hirata como el Doctor Fujisaki,
- Bibari "Beverly" Maeda como Saeko Matsumiya,
- Yoshio Tsuchiya como Furukawa,
- Kenji Sahara como Morio,
- Kenichiro Maruyama como Ozawa,
- Seishiro Kuno Tashiro,
- Yasuhiko Saijo como Suzuki,
- Susumu Kurobe como piloto del avión,
- Kazuo Suzuki como piloto del avión,
- Wataru Omae como el operador de radio,
- Tyotaro Togin como un miembro de equipo,
- Ousmane Yusef como el capitán del submarino,
- Haruo Nakajima como Godzilla (solo las escenas en el agua),
- Yū Sekida y Seiji Onaka como Godzilla,
- Little Man Machan como Minilla.

## Recepción
La película recibió buenas críticas obteniendo una nota del 63% en Rotten Tomatoes.
La película también provocó ciertas controversias porque Godzilla se volvió demasiado humano. Hasta el creador de este kaiju, Ishiro Honda, reconoció que le resultaría difícil volver a dirigir una película de Godzilla.
El hijo de Godzilla es doblado en catalán bajo el título El fill de Godzilla.
En Japón la película tuvo unos 2 480 000 espectadores.